# Monte Pellerin
Il monte Pellerin (1.853 m s.l.m.) è una vetta delle Alpi Graie che si trova sullo spartiacque tra la val grande di Lanzo e la val d'Ala. 

## Descrizione

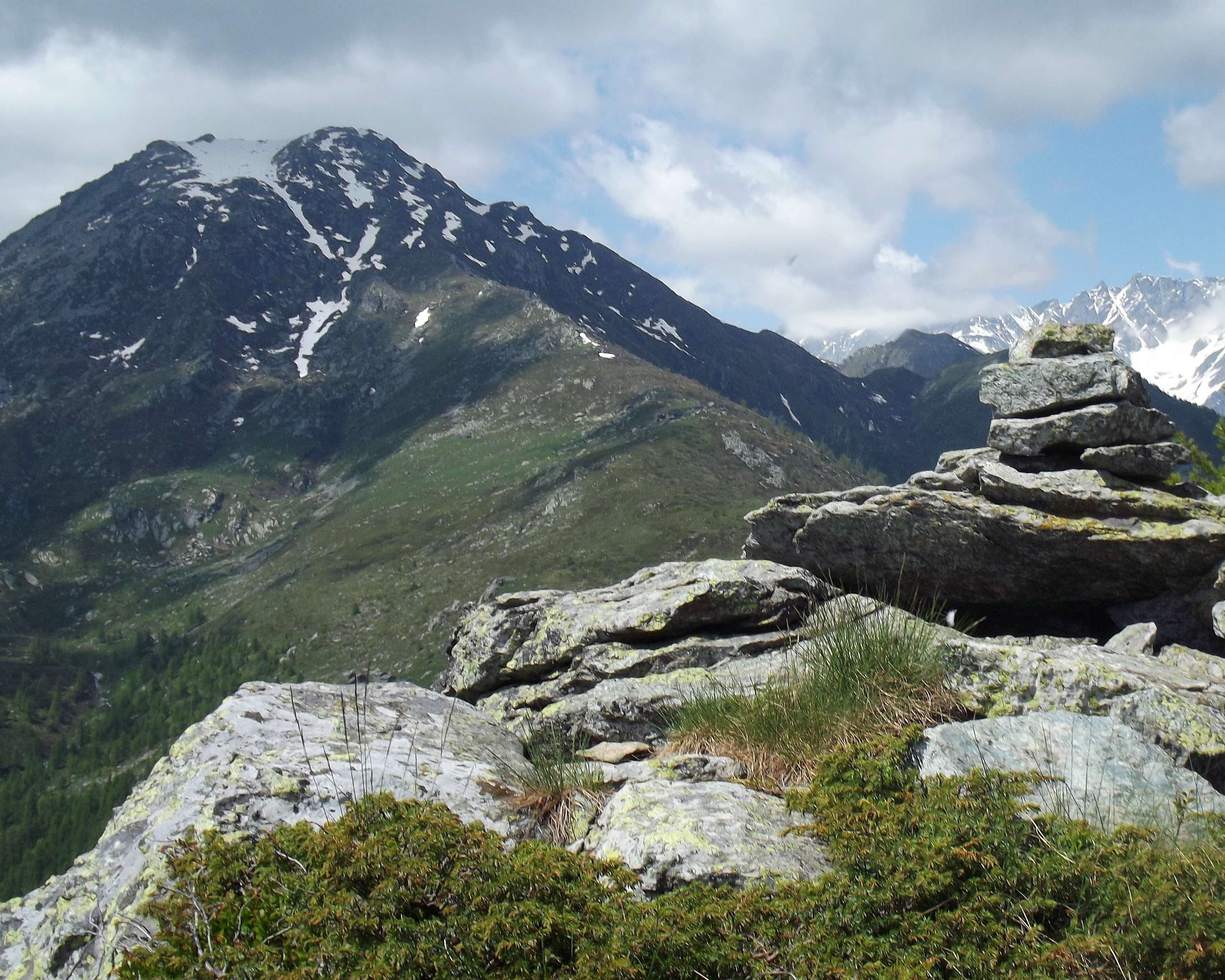
Ometto sulla cima, sullo sfondo il Doubia

La montagna è separata dal Monte Doubia, situato ad ovest sullo spartiacque Valgrande/Val d'Ala, dal colle di Crosiasse (1810 m) e da una insellatura senza nome a quota 1785. In direzione est lo spartiacque Val d'Ala/Valgrande continua invece verso il monte Rosso (1.780 m), diviso dal Pellerin da una sella quotata 1.688 m.
Sulla cima della montagna convergono i territori di tre diversi comuni: Chialamberto, Ceres e Cantoira. Sulla cima è anche collocato il punto geodetico trigonometrico dell'IGM denominato Monte Pellerin (041064).

## Salita alla vetta
La vetta può essere salita partendo dal Colle di Crosiasse oppure dal vallone omonimo, in questo caso con partenza da Bracchiello (Ceres). Si tratta di percorsi in buona parte fuori sentiero e non troppo agevoli.